# 阻抗匹配
阻抗匹配（Impedance matching）是微波電子學裡的一部分，主要用於傳輸線上，來達至所有高頻的微波信號皆能傳至負載點的目的，幾乎不會有信號反射回來源點，從而起到保证设备正常工作、提升能源效益、避免信号失真、增强信噪比等作用。
大體上，阻抗匹配有兩種，一種是通過改變阻抗（用于集总参数电路），另一種則是調整傳輸線的波長（用于传输线）。
要匹配一組線路，首先把負載點的阻抗值，除以傳輸線的特性阻抗值來歸一化，然後把數值劃在史密夫圖表上。

## 改變阻抗力
把電容或電感與負載串聯起來，即可增加或減少負載的電抗值，在圖表上的點會沿著代表實數電阻的圓圈走動。如果把電容或電感與附載並聯，首先圖表上的點會以圖中心旋轉180度，然後才沿電阻圈走動，再沿中心旋轉180度。重覆以上方法直至阻抗值變成1，即可直接把阻抗力變為零完成匹配。
阻抗匹配：簡單的說就是「特性阻抗」等於「負載阻抗」。
信号传输过程中负载阻抗和信源内阻抗之间的特定配合关系。一件器材的输出阻抗和所连接的负载阻抗之间所应满足的某种关系，以免接上负载后对器材本身的工作状态产生明显的影响。对电子设备互连来说，例如信号源连放大器，前级连后级，只要后一级的输入阻抗大于前一级的输出阻抗5-10倍以上，就可认为阻抗匹配良好；对于放大器连接音箱来说，电子管机应选用与其输出端标称阻抗相等或接近的音箱，而晶体管放大器则无此限制，可以接任何阻抗的音箱。

## 調整傳輸線
由負載點至來源點加長傳輸線，在圖表上的圓點會沿著圖中心以逆時針方向走動，直至走到電阻值為1的圓圈上，即可加電容或電感把阻抗力調整為零，完成匹配。